# Horton Foote
Horton Foote właściwie Albert Horton Foote Jr. (ur. 14 marca 1916 w Wharton; zm. 4 marca 2009 w Hartford) – amerykański dramaturg i scenarzysta filmowy. Dwukrotny laureat Oscara za scenariusze do filmów Zabić drozda (1962) Roberta Mulligana i Pod czułą kontrolą (1983) Bruce'a Beresforda.

## Wybrana filmografia

### scenarzysta
- 1955: Storm Fear
- 1962: Zabić drozda
- 1983: Pod czułą kontrolą
- 1985: Podróż do Bountiful
- 1992: Myszy i ludzie
- 1997: Sam jak palec
- 2009: Durham Grill

## Nagrody i nominacje
Został uhonorowany nagrodą Emmy, nagrodą Independent Spirit Awards, dwukrotnie Oscarem, dwukrotnie nagrodą WGA, a także otrzymał nominację do Oscara, nagrody Emmy, nagrody WGA i nagrody independent Spirit Awards.